# St. Andreas (Baierbach)

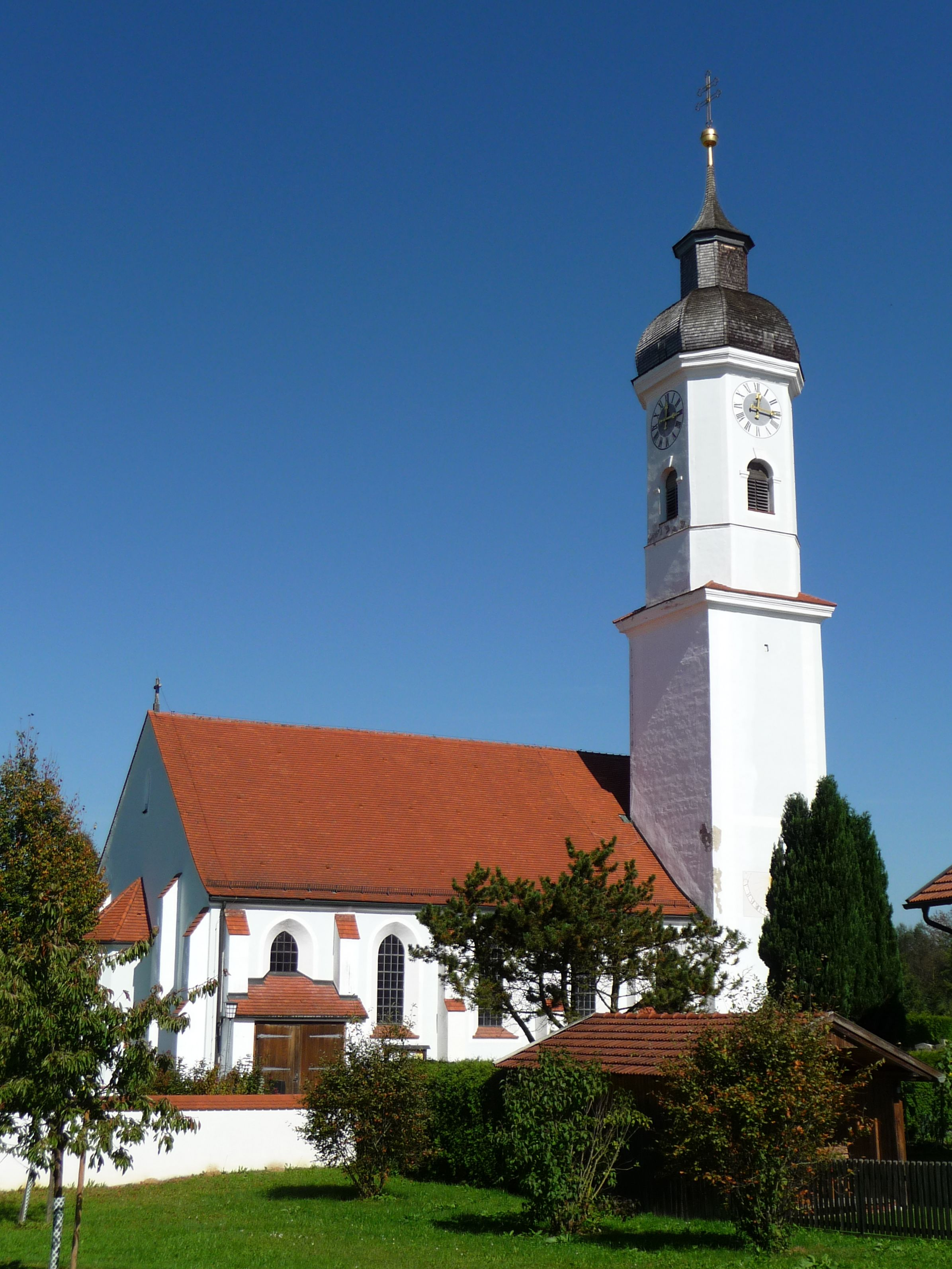
St. Andreas in Baierbach

Die römisch-katholische Pfarrkirche St. Andreas steht in Baierbach, einer Gemeinde im niederbayerischen Landkreis Landshut. Sie ist in der Liste der Baudenkmäler in Baierbach unter der Nr. D-2-74-118-5 eingetragen. Die Kirche gehört zum Dekanat Landshut (München und Freising) im Erzbistum München und Freising.

## Beschreibung
Die spätgotische Saalkirche wurde in der zweiten Hälfte des 15. Jahrhunderts erbaut. Sie besteht aus dem Langhaus, dem eingezogenen, dreiseitig geschlossenen Chor zu zwei Jochen im Osten und dem Chorflankenturm auf quadratischem Grundriss an der Südwand des Chors. Sein oberstes achteckiges Geschoss enthält den Glockenstuhl mit vier von Rudolf Perner gegossenen Glocken und die Turmuhr. Darauf sitzt eine Glockenhaube, die mit einer Laterne bekrönt ist. 1888/89 wurde an das Langhaus nach Norden ein Seitenschiff angebaut und somit die Saalkirche zur Staffelhalle mit fünf Jochen erweitert, die durch Strebepfeiler gestützt wird.